# Pixel Vengeur
Pixel Vengeur, de son vrai nom Benoît Serrou, né le 29 novembre 1961, est un auteur français de bande dessinée.

## Biographie
Benoît Serrou alias Pixel Vengeur a travaillé depuis 1999 dans les revues Fluide glacial, Psikopat et Spirou. En 2016, il décroche le Prix Schlingo au Festival d'Angoulême 2016 pour Les Trois Petits Cochons Reloaded (scénario Mo/CDM) (Fluide Glacial),, puis la même année, il reprend les aventures de Gai Luron avec le scénariste Fabcaro dans un premier temps dans le magazine Fluide glacial, avant la parution en albums de la série Les nouvelles aventures de Gai-Luron.

## Albums
- 2003 : Les Délires Fluide Glacial (collectif) (Fluide Glacial)
- 2004 : Les Fabuleux Freak Brothers (collectif) (Les Requins Marteaux)
- 2005 : Black & Mortamère Niquent Le Système 1 (Le Cycliste)
- 2006 : La Planète Sans Nom (Le Cycliste)
- 2007
  - Black & Mortamère Niquent Le Système 2 (Le Cycliste)
  - Le Fantôme en Tergal contre La Légion Damnée du IV Reich (Éditions Albin Michel BD)
- 2008 : Les Aventures Intersidérales de Splash Gordon dans MONGO FURY (Éditions "L'Écho des Savanes")
- 2010
  - Les Chroniques De Fer Et D'Acier (Éditions Desinge & Hugo & Cie)
  - Black & Mortamère Feukent Ze System (Éditions "Ange")
  - Dingo Jack Stories (Éditions Même Pas Mal)
  - Baron Samedi, sous le pseudo de Dog Baker (scénario de Éric Adam et Didier Convard) (Glénat)
- 2014 
  - Les Caniveaux de la Gloire, scénario : Monsieur Le Chien (Fluide Glacial)
  - Le Petit Livre Noir en Couleur de Dominique (Vide Cocagne)
- 2015 : Les Trois Petits Cochons Reloaded, scénario : Mo/CDM), (Fluide Glacial) - Prix Schlingo au Festival d'Angoulême 2016[3],[4].
- 2016
  - La Méthode Champion tome 1, scénario de Monsieur Le Chien (Fluide Glacial)
  - Gai Luron sent Que Tout Lui Echappe[7], scénario : Fabcaro, Fluide Glacial
- 2017
  - Gai Luron passe à l'attaque ! (scénario : Frédéric Felder, dessin : Pixel Vengeur), Fluide Glacial
  - Le Nécrodominicon (Vide Cocagne)
  - La Méthode Champion Tome 2  (scénario Monsieur Le Chien) (Fluide Glacial)
- 2019
  - Attila[8], scénario : Bernard Swysen, dessins : Pixel Vengeur, préface de Edina Bozoki, Dupuis
  - Mamhot[9],[10], avec Fabien Grolleau (scénario), Pixel Vengeur (dessin) et Delf (couleur), éditions Jungle